# جيزيلا

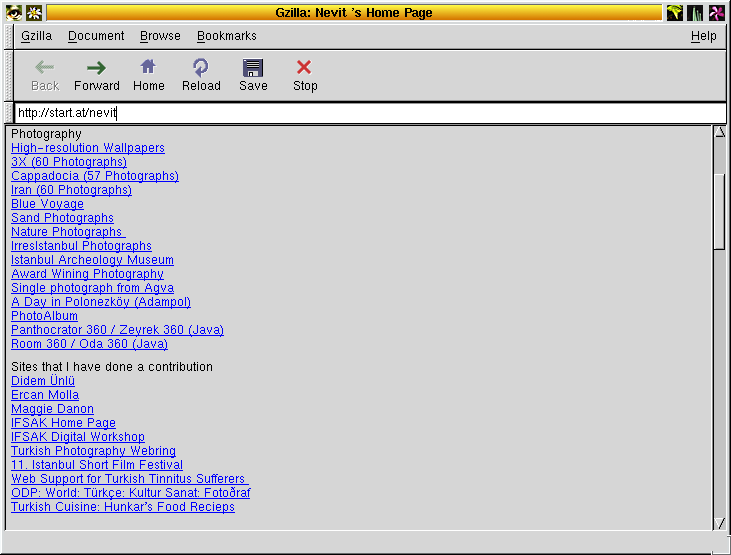
متصفح جنوزيلا

جيزيلا (بالإنجليزية: Gzilla)‏ هو متصفح ويب مجاني تمت كتابته بلغة سي في عام 1997 باستخدام إطار عمل جتك بلس. يبلغ حجم الشيفرة المصدرية لهذا المتصفح أقل من 300 كيلوبايت. المتصفح ديلو Dillo والذي يكون دائماً مرفقاً في توزيعات ميني لينكس ، يستعمل محرك تصميم جيزيلا وذلك قبل أن يكتب فريق ديلو محركاً أفضل من البداية.